# Pardosa yavapa
Pardosa yavapa este o specie de păianjeni din genul Pardosa, familia Lycosidae, descrisă de Chamberlin în anul 1925. Conform Catalogue of Life specia Pardosa yavapa nu are subspecii cunoscute.